# Temnoscheila davidi
Temnoscheila davidi is een keversoort uit de familie schorsknaagkevers (Trogossitidae). De wetenschappelijke naam van de soort werd in 1898 gepubliceerd door Albert Léveillé.